# Simón Planas
Pour les articles homonymes, voir Planas.
Simón Planas est l'une des neuf municipalités de l'État de Lara au Venezuela. Son chef-lieu est Sarare. En 2011, la population s'élève à 35 802 habitants.

## Géographie

### Subdivisions
La municipalité est divisée en trois paroisses civiles avec, chacune à sa tête, une capitale (entre parenthèses) : 
- Buría (Manzanita) ;
- Gustavo Vegas León (La Miel) :
- Sarare (Sarare).